# 稲荷神社

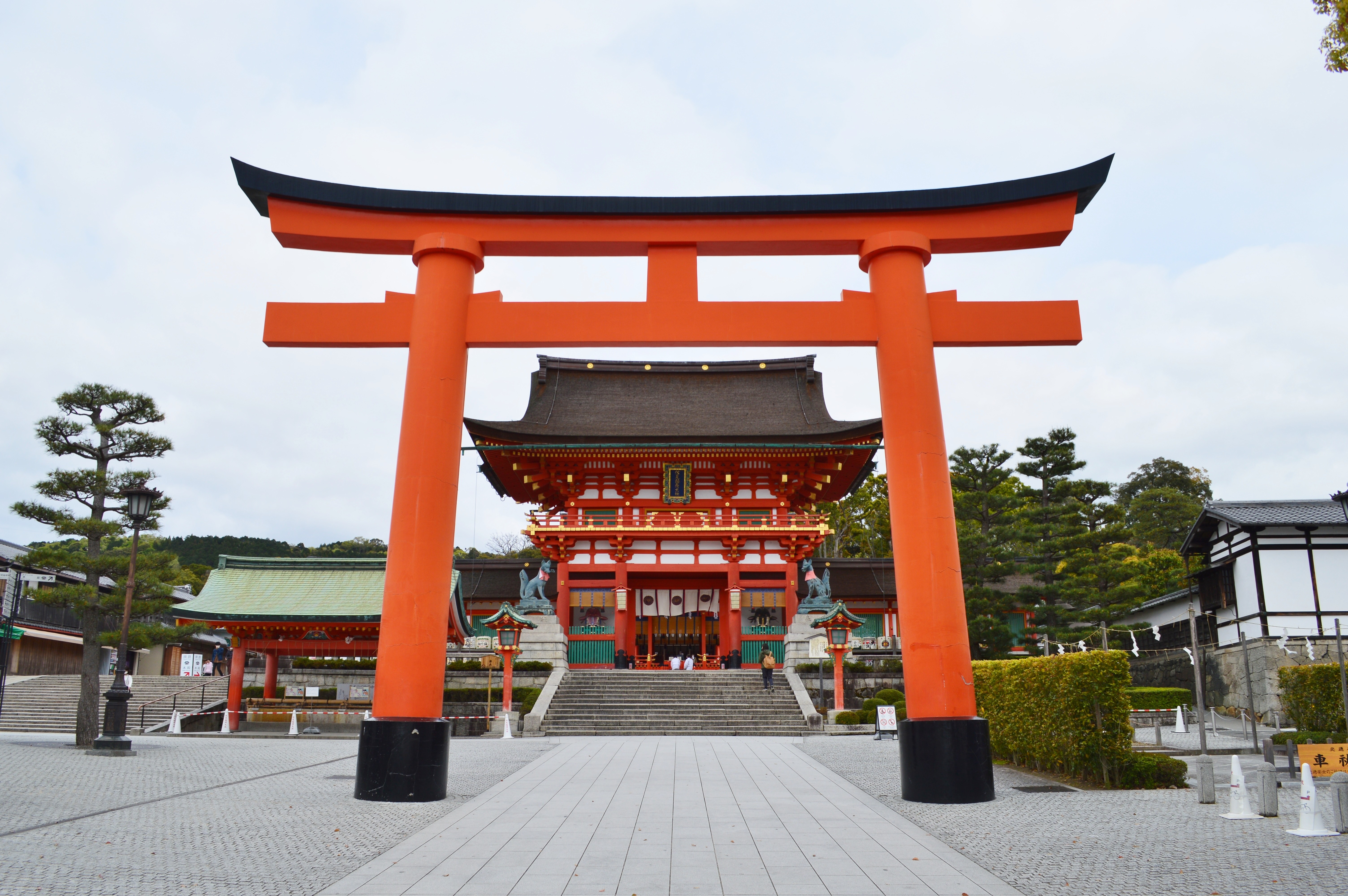
稲荷神社総本宮の伏見稲荷大社

稲荷神社（いなりじんじゃ）・稲荷社（いなりしゃ）は、稲荷神を祀る神社。京都市伏見区深草にある伏見稲荷大社が神道上の稲荷神社の総本宮となっている。神仏分離の際、稲荷神社は多数の神道系と少数の仏教系とに分かれた。
神社のうちで稲荷神社は、2970社（主祭神として）、32000社（境内社・合祀など全ての分祀社）を数え、屋敷神として個人や企業などに祀られているものや、山野や路地の小祠まで入れると稲荷神を祀る社はさらに膨大な数にのぼる。

## 建造物

### 鳥居

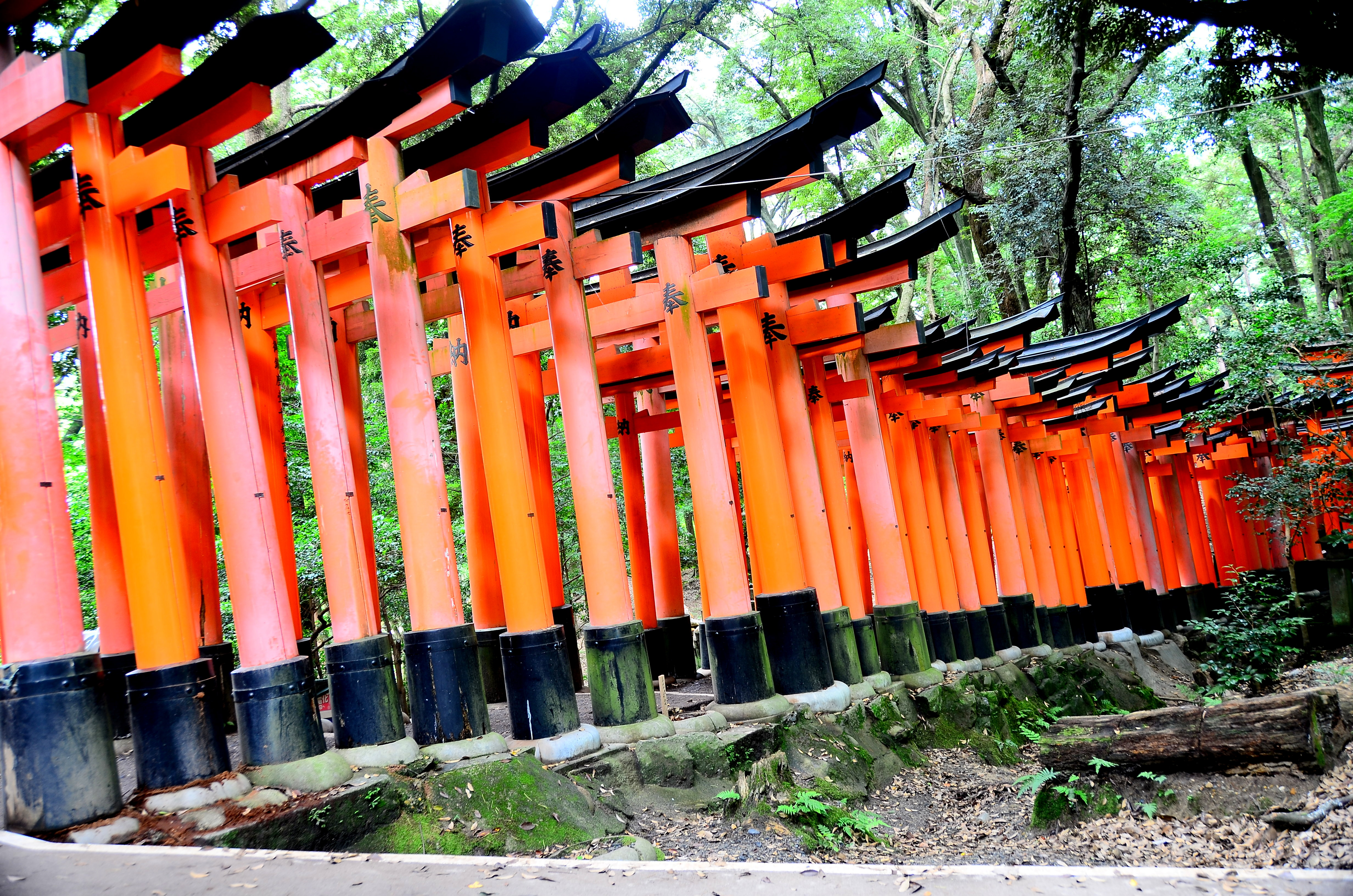
参道の鳥居（伏見稲荷大社）

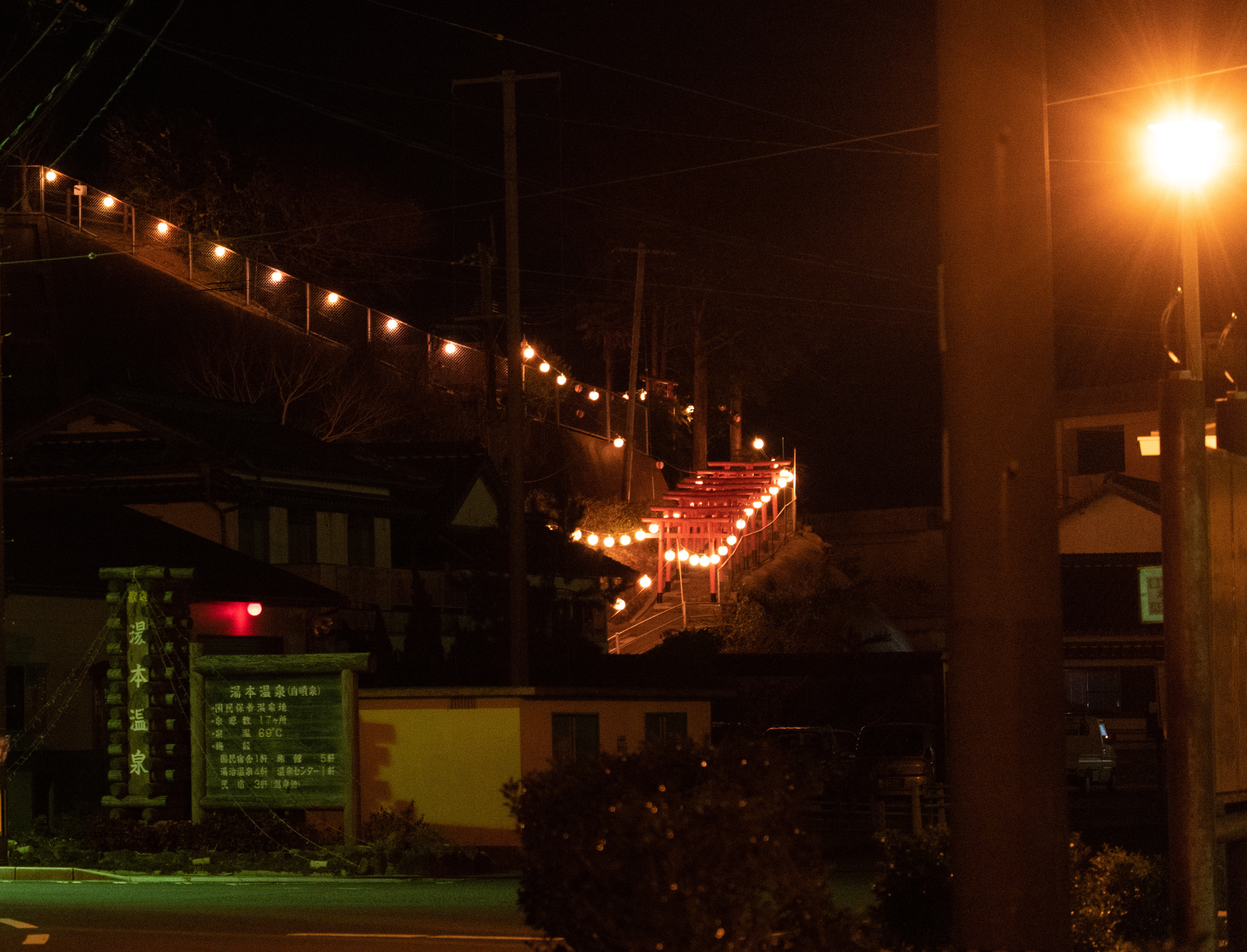
鳥居が並ぶ階段（壱岐伏見稲荷神社）

神道系の稲荷神社の入り口には通常、朱色の鳥居が建てられている。朱塗りは社殿や鳥居で広く使われ、稲荷を象徴するものになっている。総本宮である伏見稲荷大社では、参道は「千本鳥居」によって導かれる。

### 狐
ほとんどの稲荷神社では社頭などに守護獣として狐形の像が置かれ、奉納された赤い前掛けをつけていることも多い。狐は稲荷の神使であるが、俗に神そのものとも考えられている。狐の像は普通、雌雄一対となっている。多くの場合、口や前足に象徴的な品を持ち、その品は宝玉や鍵、巻物が一般的であるが、稲束や子狐なども好まれている。彫像は写実的なものでなく様式化されており、狐が座し、尻尾が立ち上がっている様が表現されている。これらの共通した特徴にもかかわらず、各像は非常に個性的であり、完全に同じであるものは二つとして無い。今日では、入り口で狐の像を見つけたら、それは稲荷神社の存在を表している。

## 稲荷神社一覧
以下では各地に鎮座する稲荷神社を掲げる。太字は稲荷信仰と習合している仏教寺院。

### 北海道
- 稲荷神社 (洞爺湖町) - 北海道虻田郡洞爺湖町青葉町。旧郷社。
- 静狩稲荷神社 - 北海道山越郡長万部町字静狩。旧村社。
- 蕨岱稲荷神社 - 北海道山越郡長万部町字蕨岱。旧社格不明。
- 稲荷神社 (増毛町) - 北海道増毛郡増毛町阿分。旧村社。
- 札幌伏見稲荷神社 - 北海道札幌市
- 稲荷神社 (東神楽町) - 北海道東神楽町
- 稲荷神社 (浦幌町) - 北海道浦幌町
- 鍛冶稲荷神社 - 北海道函館市
- 豊川稲荷神社 - 北海道函館市
- 稲荷神社 (豊頃町) - 北海道豊頃町
- 幌稲荷神社 - 北海道石狩市
- 笹山稲荷神社 - 北海道檜山郡江差町
- 館浜稲荷神社 - 北海道松前郡松前町
- 文月稲荷神社 - 北海道北斗市
- 稲荷神社 (上ノ国町) - 北海道檜山郡上ノ国町
- 稲荷神社 (小樽市) - 北海道小樽市

### 東北地方
- 稲荷神社 (黒石市) - 青森県黒石市甲大工町。旧郷社。
- 稲荷神社 (十和田市) - 青森県十和田市三本木。旧郷社。
- 稲荷神社 (五戸町) - 青森県三戸郡五戸町野月。旧郷社。
- 稲荷神社 (大間町) - 青森県下北郡大間町大間。旧村社。
- 稲荷神社 (宮古市) - 岩手県宮古市沢田。旧無格社。
- 稲荷神社 (岩手町) - 岩手県岩手郡岩手町沼宮内。旧郷社。
- 竹駒神社 - 宮城県岩沼市稲荷町。
- 斗瑩稲荷神社 - 宮城県大崎市古川。
- 萬蔵稲荷神社 - 宮城県白石市
- 若草稲荷神社 - 宮城県登米市
- 与次郎稲荷神社 - 秋田県秋田市千秋公園。
- 招福稲荷神社 - 秋田県秋田市保戸野通町。
- 稲荷神社 (鹿角市) - 秋田県鹿角市花輪字寺坂。旧村社。
- 福島稲荷神社 - 福島県福島市
- 稲荷神社 (三島町) - 福島県大沼郡三島町西方。旧郷社。

### 関東地方
- 笠間稲荷神社 - 茨城県笠間市。日本三大稲荷のひとつ。
- 門田稲荷神社 - 栃木県足利市。下野國一社八幡宮境内社。日本三大縁切稲荷の一つ。
- 稲荷神社 (日光市稲荷町) - 栃木県日光市
- 烏子稲荷神社 - 群馬県高崎市上小塙町。
- 澁谷神社 - 群馬県高崎市上並榎町。
- 稲荷神社 (高崎市) - 群馬県高崎市上並榎町。 日枝神社 (高崎市)の境内社。
- 小泉稲荷神社 - 群馬県伊勢崎市
- 稲荷神社 (館林市栄町) - 群馬県館林市
- 稲荷神社 (館林市高根町) - 群馬県館林市
- 稲荷神社 (さいたま市北区別所町) - 埼玉県さいたま市北区別所町
- 稲荷神社 (さいたま市大宮区土手町) - 埼玉県さいたま市大宮区土手町
- 稲荷社 (さいたま市緑区下山口新田) - 埼玉県さいたま市緑区下山口新田
- 稲荷社 (さいたま市桜区五関) - 埼玉県さいたま市桜区五関
- 稲荷神社 (さいたま市岩槻区高曽根) - 埼玉県さいたま市岩槻区高曽根
- 稲荷神社 (さいたま市岩槻区南平野) - 埼玉県さいたま市岩槻区南平野
- 箭弓稲荷神社 (東松山市) - 埼玉県東松山市
- 稲荷神社 (川口市小谷場) - 埼玉県川口市小谷場
- 稲荷社 (川口市石神) - 埼玉県川口市石神
- 稲荷神社 (草加市稲荷三丁目) - 埼玉県草加市稲荷三丁目
- 稲荷神社 (草加市稲荷四丁目) - 埼玉県草加市稲荷四丁目
- 稲荷神社 (八潮市緑町) - 埼玉県八潮市緑町
- 稲荷神社 (八潮市八潮) - 埼玉県八潮市八潮
- 稲荷神社 (八潮市南川崎) - 埼玉県八潮市南川崎
- 稲荷神社 (八潮市古新田) - 埼玉県八潮市古新田
- 稲荷神社 (越谷市登戸町) - 埼玉県越谷市登戸町
- 稲荷神社 (吉川市南広島) - 埼玉県吉川市南広島
- 稲荷神社 (三郷市半田) - 埼玉県三郷市半田
- 稲荷神社 (三郷市谷中) - 埼玉県三郷市谷中
- 稲荷神社 (三郷市谷口) - 埼玉県三郷市谷口
- 稲荷神社 (三郷市高州一丁目) - 埼玉県三郷市高州一丁目
- 稲荷神社 (三郷市高州二丁目) - 埼玉県三郷市高州二丁目
- 稲荷神社 (三郷市戸ケ崎) - 埼玉県三郷市戸ケ崎
- 鎌倉稲荷神社 - 埼玉県三郷市
- 稲荷神社 (春日部市武里中野) - 埼玉県春日部市武里中野
- 稲荷神社 (蓮田市根金) - 埼玉県蓮田市根金
- 稲荷神社 (桶川市) - 埼玉県桶川市
- 稲荷神社 (川越市中福) - 埼玉県川越市中福
- 稲荷神社 (羽生市与兵エ新田) - 埼玉県羽生市与兵エ新田
- 稲荷神社 (埼玉県三芳町藤久保) - 埼玉県三芳町
- 稲荷神社 (浦安市) - 千葉県浦安市当代島鎮座。4年に一度、例大祭を行う浦安三社の一社。
- 稲荷神社 (佐倉市) - 千葉県佐倉市内田
- 稲荷神社 (千葉市中央区稲荷町) - 千葉県千葉市中央区稲荷町
- 三崎稲荷神社 - 東京都千代田区神田三崎町
- 御宿稲荷神社 - 東京都千代田区内神田
- 朝日稲荷神社 - 東京都中央区銀座
- 波除稲荷神社 - 東京都中央区築地
- 鐵砲洲稲荷神社 - 東京都中央区湊
- 稲荷神社 (文京区千石) - 東京都文京区千石
- 箭弓稲荷神社 (台東区) - 東京都台東区上野
- 十番稲荷神社 - 東京都港区麻布十番
- 皆中稲荷神社 - 東京都新宿区百人町
- 慶應稲荷大明神 - 東京都新宿区信濃町
- 穴守稲荷神社 - 東京都大田区羽田。関東一流祠とも称され、羽田空港の守り神として航空安全の神社としても知られる。
- 千代田稲荷神社 - 東京都渋谷区道玄坂
- 馬橋稲荷神社 - 東京都杉並区阿佐谷南鎮座。
- 王子稲荷神社 - 東京都北区岸町。関東稲荷総社。
- 稲荷神社 (荒川区荒川) - 東京都荒川区荒川
- 稲荷神社 (荒川区町屋) - 東京都荒川区町屋
- 稲荷神社 (板橋区宮本町) - 東京都板橋区宮本町
- 稲荷神社 (板橋区四葉) - 東京都板橋区四葉
- 稲荷神社 (板橋区赤塚) - 東京都板橋区赤塚
- 稲荷神社 (板橋区若木) - 東京都板橋区若木
- 柳原稲荷神社 - 東京都足立区柳原
- 綾瀬稲荷神社 - 東京都足立区綾瀬
- 河原町稲荷神社 - 東京都足立区千住河原町
- 半田稲荷神社 - 東京都葛飾区東金町
- 東伏見稲荷神社 - 東京都西東京市東伏見
- 稲荷神社 - 東京都小平市上水本町
- 稲荷神社 (小平市鈴木町) - 東京都小平市鈴木町
- 稲荷神社 (小平市大沼町) - 東京都小平市大沼町
- 稲荷神社 (小平市上水南町) - 東京都小平市上水南町
- 稲荷神社 (調布市柴崎) - 東京都調布市柴崎
- 笠䅣稲荷神社 - 神奈川県横浜市神奈川区東神奈川
- 京濱伏見稲荷神社 - 神奈川県川崎市中原区新丸子東
- 港稲荷神社 - 神奈川県平塚市千石河岸
- 佐助稲荷神社 - 神奈川県鎌倉市佐助
- 稲荷神社 (鎌倉市岩瀬) - 神奈川県鎌倉市岩瀬

### 中部地方
- 稲荷神社 (新潟市) - 新潟県新潟市北区葛塚。葛塚まつりを参照。
- 鼻顔稲荷神社 - 長野県佐久市岩村田鼻顔。旧無格社。
- 伏見稲荷 (佐久市) - 長野県佐久市岩村田今宿。単立。
- 稲荷神社 (御代田町) - 長野県北佐久郡御代田町塩野
- 瘡守稲荷神社 - 長野県松本市中央
- 割狐塚稲荷神社 - 静岡県駿東郡長泉町下土狩
- 上土朝日稲荷神社 - 静岡県沼津市
- 美濃輪稲荷神社 - 静岡県静岡市清水区
- 稲荷神社 (焼津市) - 静岡県焼津市中新田。旧郷社。
- 稲荷神社 (島田市柳町) - 静岡県島田市柳町。通称、御陣屋稲荷神社。「悪口神社」としても知られる。
- 稲荷神社 (浜松市中央区飯田町) - 静岡県浜松市中央区飯田町。旧郷社。
- 稲荷神社 (浜松市中央区高塚町) - 静岡県浜松市中央区高塚町。高塚熊野神社の境内社。
- 福徳稲荷神社 (浜松市中央区) - 静岡県浜松市中央区高塚町。高蔵寺の境内社。
- 三田稲荷神社 - 浜松市中央区入野町
- 稲荷神社 (名古屋市港区) - 愛知県名古屋市港区十一屋
- 市原稲荷神社 - 愛知県刈谷市司町。旧郷社。
- 三光稲荷神社 (犬山市) - 愛知県犬山市北古券。旧村社。
- 稲荷神社 (岡崎市) - 愛知県岡崎市羽根町。旧村社。
- 豊川稲荷 - 円福山妙厳寺。愛知県豊川市豊川町。
- 稲荷神社 (豊川市) - 愛知県豊川市為当町。旧郷社。
- 稲荷神社 (岩倉市) - 愛知県岩倉市
- 稲荷神社 (清須市) - 愛知県清須市
- 稲荷社 (碧南市) - 愛知県碧南市
- 稲荷神社 (東浦町) - 愛知県知多郡東浦町石浜
- 稲荷神社 (海津市) - 岐阜県海津市海津町高須町。旧郷社。
- 土岐一稲荷神社 - 岐阜県土岐市泉中窯町。白山神社 (土岐市泉中窯町)の境内社。
- 稲荷神社 (土岐市) - 岐阜県土岐市泉町定林寺
- 稲荷神社 (各務原市蘇原柿沢町) - 岐阜県各務原市蘇原柿沢町。銀幣社。通称：長者稲荷
- 荻原稲荷神社 - 岐阜県下呂市馬瀬名丸
- 越中稲荷神社 - 富山県富山市稲荷町

### 近畿地方
- 稲荷神社 (津市) - 三重県津市新東町。旧村社。
- 稲荷神社 (御浜町) - 三重県南牟婁郡御浜町下市木。旧無格社。
- 花山稲荷神社 - 京都府京都市山科区西野山欠ノ上町
- 出世稲荷神社 (京都市) - 京都府京都市左京区大原来迎院町
- 満足稲荷神社 - 京都府京都市左京区東大路通
- 武信稲荷神社 - 京都府京都市中京区
- 稲荷神社 (舞鶴市) - 京都府舞鶴市吉坂。旧無格社。
- 並木稲荷神社 - 京都府舞鶴市松陰
- 玉造稲荷神社 - 大阪府大阪市中央区玉造。旧府社。
- 赤手拭稲荷神社 - 大阪府大阪市浪速区稲荷。
- 稲荷神社 (貝塚市) - 大阪府貝塚市森。
- 稲荷神社 (神戸市) - 兵庫県神戸市東灘区。旧村社。
- 有馬稲荷神社 - 兵庫県神戸市北区有馬町
- 権太夫大神 - 兵庫県神戸市兵庫区稲荷
- 稲荷神社 (多可町) - 兵庫県多可郡多可町中区糀屋。旧県社。
- 稲荷神社 (播磨町) - 兵庫県加古郡播磨町
- 源九郎稲荷神社 - 奈良県大和郡山市洞泉寺町
- 糸我稲荷神社 - 和歌山県有田市。日本最古の稲荷神と称している。地元では最古のおいなりさんとして崇められている。

### 中国・四国地方
- 最上稲荷 - 最上稲荷山妙教寺。岡山県岡山市北区高松。
- 稲荷神社 (倉敷市茶屋町) - 岡山県倉敷市茶屋町。旧村社。
- 稲荷神社 (鳥取市) - 鳥取県鳥取市立川町。旧村社。
- 城山稲荷神社 - 島根県松江市殿町
- 稲荷神社 (松江市寺町) - 島根県松江市寺町。旧郷社。
- 稲荷神社 (雲南市) - 島根県雲南市大東町大東下分。旧郷社。
- 稲荷神社 (阿波市) - 徳島県阿波市市場町日開谷
- 稲荷神社 (大洲市) - 愛媛県大洲市新谷。旧県社。

### 九州地方
- 天開稲荷神社 - 福岡県太宰府市
- 八橋神社 - 福岡県福岡市
- 祐徳稲荷神社 - 佐賀県鹿島市
- 稲荷神社 (福智町) - 福岡県田川郡福智町金田。旧郷社。
- 稲荷神社 (八女市) - 福岡県八女市黒木町今。旧無格社。
- 扇森稲荷神社 - 大分県竹田市
- 正一位稲荷大明神 - 熊本県上益城郡山都町大野
- 稲荷神社 (苓北町) - 熊本県天草郡苓北町富岡。旧無格社。
- 稲荷神社 (三股町) - 宮崎県北諸県郡三股町樺山。旧郷社。
- 稲荷神社 (鹿児島市) - 鹿児島県鹿児島市稲荷町。旧郷社。
- 稲荷神社 (鹿児島市郡山町) - 鹿児島県鹿児島市郡山町。旧郷社。
- 稲荷神社 (日置市) - 鹿児島県日置市東市来町湯田。旧郷社。

### 日本国外
- 若宮稲荷神社 (ハワイ) - アメリカ合衆国ハワイ州ワイパフ鎮座。
- 台北稲荷神社 - 台湾台北市西門町鎮座。穴守稲荷神社の分社で旧郷社。1945年（昭和20年）廃絶。